# Anabasis aretioides
Anabasis aretioides är en amarantväxtart som beskrevs av Horace Bénédict Alfred Moquin-Tandon, Ernest Saint-Charles Cosson och Aleksandr Andrejevitj Bunge. Anabasis aretioides ingår i släktet Anabasis och familjen amarantväxter. Inga underarter finns listade i Catalogue of Life.

## Bildgalleri

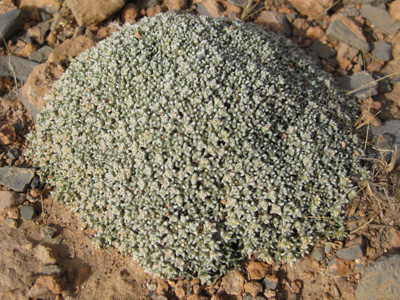
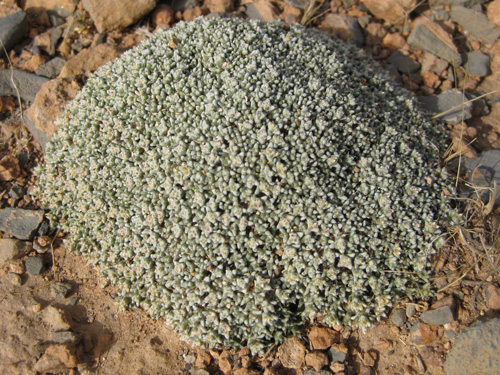